# 瓦丹

1000年－1500年的西撒哈拉贸易路线，浅棕色代表金矿

瓦丹（阿拉伯语：وادان）是毛里塔尼亚中部沙漠地区的一个小镇，坐落在阿德拉尔高原，位于欣盖提（Chinguetti）东北93公里处。始建于1147年，1487年成为葡萄牙殖民地，现在大多数地方是废墟。
瓦丹古镇于1996年列入联合国教科文组织世界遗产名录。